# Tylolaimophorus cylindricum
Tylolaimophorus cylindricum är en rundmaskart. Tylolaimophorus cylindricum ingår i släktet Tylolaimophorus och familjen Diplogasteridae. Inga underarter finns listade i Catalogue of Life.